# Lomatium tuberosum
Lomatium tuberosum är en flockblommig växtart som beskrevs av Robert Francis Hoover. Lomatium tuberosum ingår i släktet Lomatium och familjen flockblommiga växter. Inga underarter finns listade i Catalogue of Life.